# Västerås manskör
Västerås manskör bildades den 7 mars 1911 och debuterade i Västerås Folkets park på valborgsmässoafton redan samma år. Då hette kören Västerås Arbetarsångkör och leddes av Erik Juhlin. Han var medlem i kören under 33 år och dess dirigent under 17 av dem.
Kören har haft många stora dirigenter under åren. Förutom tidigare nämnde Erik Julin, kan nämnas Bror Samuelson, Jan-Olof Fagerudd, Lars Tillenius, Björn Skärfstad, Gunilla Lindberg, Johan Lindström och Eva Brindbergs Granath.
Dagens repertoar innefattar traditionella manskörssånger, men även mycket nyarrangerad musik som omfattar såväl den profana som den kyrkomusikaliska genren, skriven för manskör. 
Västerås Manskör framträder gärna och ofta med sånger ur den svenska visskatten.